# 양승규
양승규(梁昇珪, 1980년~)는 대한민국의 건축사이다. 한국전력공사 건축물의 설계·감리 업무를 수행한다. 건축·건설·IT 관련 기술평가 및 심사 전문성을 가지고 정부 및 공공기관, 지자체의 다양한 위원회 활동에 참여하고 있다.

## 생애
대학에서 건축공학을 전공하고 건축사사무소에 근무하며 건축 설계를 익혔다. 현대자동차 양재동 연구센터 증축공사, 중국 심천시 지하철 역사 신축공사(Ling Zhi역, Fan Shen역)에 참여하였다. 이후 건설 IT 벤처에 근무하며 BIM 소프트웨어의 개발 기획을 담당하였다. 건축 실무 기반 CAD 노하우를 중심으로 월간 CAD&Graphics의 전문 필진으로 참여하였다.  2013년에 건축사 자격을 취득하였고, 2014년에 한국전력공사에 입사하였다. 2018 평창 동계올림픽대회 주경기장 전력 공급을 위한 변전소 건설의 건축감독 업무를 담당하여 대회 성화 봉송 주자로 참여하였다. 2019 디지털건축대전(DA 2019)에서 출품작 '전력설비 BIM VR, AR'로 당해년도 최고상인 최우수상을 수상하였다. '도시쇠퇴와 전력사용량과의 상관관계에 관한 연구' 논문으로 공학 석사 학위를 취득하였다. Autodesk Expert Elite 회원으로 《AutoCAD 실무 무작정 따라하기》, 《건축 BIM 입문 Revit 가이드북》을 집필하였고, 멘토링 도서 《건축사, 건축공학기술자 어떻게 되었을까?》에 참여하였다.

## 학력
- 서강대학교 대학원 기술경영학 박사과정 재학[15][16][17]
- 한양대학교 부동산융합대학원 도시·부동산개발전공 공학 석사[15][16][18][19][20][21][22][23][24]
- 강원대학교 건축공학 학사[15][16][25][26][27][28][29][30][31][32]
- 강원대학교 사범대학 부설고등학교[15][16]

## 자격
- 대한민국 건축사[9][15]
- 녹색건축인증전문가(G-SEED ID, 한국건설기술연구원)[15][16]
- BIM운용전문가(한국BIM평가원)[6]
- NEBOSH International General Certificate in Occupational Health and Safety[15]
- IOSH Managing Safely [15]
- ISO 9001:2015 Auditor[15]
- ISO 14001:2015 Auditor[15]
- ISO 45001:2018 Auditor[15]
- AUTODESK Revit Certified Professional[5][6]
- AUTODESK AutoCAD Certified Professional[5][6]
- Trimble SketchUp Certified Professional[5][6]
- 데이터분석준전문가(ADsP, 한국데이터산업진흥원)[15][16]
- 건축기사(한국산업인력공단)[5][6]
- 건설안전기사(한국산업인력공단)[15]

## 경력
- 2025 한국어촌어항공단 공공건축심의위원회 심의위원[33]

- 2024 한국공항공사 건설기술자문위원회 위원[34]
- 2024 한국수력원자력 기술자문위원회 위원[35]
- 2024 Autodesk Expert Elite Member[36][37][24][32]
- 2023 행정중심복합도시건설청 설계공모 심사위원[38][39][40]
- 2023 한국건설기술연구원 녹색건축인증 심의위원[15]
- 2023 서울특별시교육청 설계공모 심사위원[15][16][41]
- 2023~2025 조달청 공공건축심의위원회 심의위원[42][23][31][43]
- 2023~2025 아산시 설계공모심사위원회 심사위원[15][16]
- 2023 화순군 기술자문위원회 위원[15][16]
- 2023 경상북도교육청 설계공모 심사위원[44][45][46][47]
- 2022~2024 세종도시교통공사 개발사업위원회 위원[16]
- 2022~2024 국토교통부 건설기술용역 종합심사낙찰제 평가위원[48][49][50][51][52][53][54][55][56][29][22][57][58][59][60]
- 2022 조달청 평가위원[15][16]
- 2022~2024 국가철도공단 건축 설계공모 심사위원[61]
- 2022~2024 국가철도공단 기술자문위원회 위원[62]
- 2022 새만금개발청 기술자문위원회 위원[63][20][27][64]
- 2022 광주광역시 지방건설기술심의위원회 위원[65][66]
- 2022 농촌진흥청 공공건축 심의위원회 위원[15][16]
- 2022~2024 한국철도공사 사업개발 분야 전문심의·평가위원[16]
- 2022~2024 국토교통부 서울지방국토관리청 기술자문위원[67]
- 2022~2023 한국농어촌공사 공공건축 설계공모 심사위원[15][16]
- 2022~2024 한국산업단지공단 부동산개발 자문·평가위원[15][16]
- 2021~2023 전라북도 지방건설기술심의위원회 위원[68]
- 2021~2023 나주시 계약심사 자문단 자문위원[15][16]
- 2021~2023 대전광역시 건설기술심의위원회 위원[69]
- 2021~2023 충청남도개발공사 기술자문위원회 위원[70]
- 2021 K-water 용역제안서 평가위원, 건축설계공모 심사위원[71]
- 2021 범부처통합연구지원시스템(IRIS) 범부처 평가위원 후보단[15]
- 2021~2022 경기주택도시공사 BIM분야 기술자문위원[72]
- 2020 광주광역시 종합건설본부 건축 설계공모 심사위원[15][16]
- 2020 경기도교육청 설계공모 심사위원[73][74][75][76][77][78][79]
- 2020~2022 한국자산관리공사(KAMCO) 공공개발사업 기술자문위원[80][81]
- 2020 국토교통과학기술진흥원(KAIA) 건설·교통신기술 심사위원[15][16]
- 2019~2023 행정안전부 정부청사관리본부 설계공모 심사위원[82]
- 2019 한국환경공단(KECO) 기술자문위원, 환경시설민자사업 평가위원[83][84][85]
- 2019 국토교통과학기술진흥원(KAIA) 기술평가위원[15][16]
- 2019 서울기술연구원(SIT) 기술평가위원[15][16]
- 2019 정보통신기획평가원(IITP) 정보통신연구개발사업 평가위원 후보단[15]
- 2018 2018 평창 동계올림픽대회 성화봉송 주자[11][86][87][88]
- 2018~2020 충청북도 건설기술심의위원회 위원[89]
- 2018~2019 한국철도시설공단(KR) 기술평가·자문위원[90]
- 2015 국토교통과학기술진흥원(KAIA) 건설교통분야 연구개발사업 평가·자문위원[15][16]
- 2015 정보통신산업진흥원(NIPA) 정보통신연구개발사업 평가위원후보단[15]
- 2014 한국산업기술평가관리원(KEIT) 산업기술개발사업 기술개발기획평가단 정위원[15][16]
- 2014~2017 중소기업기술정보진흥원(TIPA) 중소기업기술개발 지원사업 평가위원[15]
- 2011~2013 Autodesk Korea AUTOCAD 파워유저[15]
- 대한건축학회 종신회원[15][16]
  - 2019~2024 대한건축학회 스마트건축위원회 위원
- 한국건축가협회 종신회원[15][16]
- 대한국토·도시계획학회 종신회원[15][16]
- 한국도시설계학회 종신회원[15][16]
- 한국도시계획가협회 종신회원[15][16]
- 한국건설관리학회 종신회원[15][16]
  - 2021~2023 한국건설관리학회 스마트건설위원회 위원
- 한국BIM학회 종신회원[15][16]

## 수상
- 2023 네이버 블로그 20주년 감사패[15]
- 2023 대한건축학회 우수발표논문상[91][30]
- 2022 한국전력공사 사장 표창[15][16]
- 2021 한양대학교 부동산융합대학원 우수논문상[15][16]
- 2019 디지털건축대전 최우수상[12][25][92][93][18][94][95][96][97]
- 2017 한국노동조합총연맹 제천단양지역지부 의장 표창[15][16]
- 2016 한국전력공사 중부건설처장 표창[15][16]
- 2005 대한민국환경디자인대전 입선[15][16]
- 1992 한국보이스카우트연맹 표창[15][16]

## 도서
- 양승규 (2025년 2월 10일). 《건축 BIM 입문 Revit 가이드북》 개정판. 시대인. ISBN 9791138385985.[17][98][99][100][101][102][103]
- 양승규 (2022년 6월 3일). 《건축 BIM 입문 Revit 가이드북》. 시대인. ISBN 9791138322768.[104][105][106][107][108][109][28][21][110]
- 양승규, 장윤규, 권이철, 조재완, 방재웅, 박현근 (2021년 8월 31일).  캠퍼스멘토, 편집. 《건축사, 건축공학기술자 어떻게 되었을까?》. 캠퍼스멘토. ISBN 9788997826780.[111][112][113][26][114][115][19][116][117][118]
- 양승규 (2016년 7월 1일). 《AutoCAD 실무 무작정 따라하기》. 길벗. ISBN 9791187345091.[119]

## 논문
- 양승규 (2023년 4월). “ChatGPT는 건축설계도 잘할까?”. 《대한건축학회 학술발표대회 논문집》 (대한건축학회) 43: 236. ISSN 2287-5786.
- 양승규 (2023년 4월). “건축 감리 단계 BIM 활용 사례 연구”. 《대한건축학회 학술발표대회 논문집》 (대한건축학회) 43: 658-661. ISSN 2287-5786.
- 양승규, 조미정 (2021년 10월). “도시쇠퇴와 전력사용량과의 상관관계에 관한 연구”. 《Journal of Korea Planning Association》 (대한국토·도시계획학회). vol.56(5): 97-121. doi:10.17208/jkpa.2021.10.56.5.97.
- 양승규 (2021년 8월). “도시쇠퇴와 전력사용량과의 상관관계에 관한 연구”. 한양대학교.
- 이대진, 양승규 (2014년 5월). “BIM 기반 통합 설계 품질검토 시스템 개발”. 《한국BIM학회 정기학술발표대회 논문집》 (한국BIM학회). v.4(1): 47-48.

## 특허
- [등록]식탁용 펜스. 출원번호: 1020230063119 (2023.05.16)., 등록번호: 1028231890000 (2025.06.17).
- [등록]단자 유닛 및 이를 포함하는 통합형 그리드 시스템. 출원번호: 1020220100145 (2022.08.10). 등록번호: 1027270850000 (2024.11.01).
- [등록]고정장치. 출원번호: 1020210068399 (2021.05.27), 등록번호: 1026213710000 (2024.01.02).
- [등록]스케치 커튼 월 그리드 생성 방법. 출원번호: 1020140077706 (2014.06.24). 등록번호: 1015684030000 (2015.11.05).
- [등록]다중 적용이 가능한 커튼 월 그리드 시스템. 출원번호: 1020130144325 (2013.11.26). 등록번호: 1015913110000 (2016.01.28).
- [출원]원하는 위치에 스위치 박스 배치가 가능한 통합형 그리드 시스템. 출원번호: 1020240153692 (2024.11.01).
- [출원]인테리어 효과를 가지는 통합형 그리드 시스템. 출원번호: 1020240152887 (2024.10.31).
- [출원]다양한 용도로 사용 가능한 통합형 그리드 시스템. 출원번호: 1020240151291 (2024.10.30).
- [출원]다용도 통합형 그리드 시스템. 출원번호: 1020240150157 (2024.10.29).
- [출원]단자 유닛의 위치 변경이 가능한 통합형 그리드 시스템. 출원번호: 1020240148837 (2024.10.28).
- [출원]건설기계용 안전거리 표시 장치. 출원번호: 1020240016894 (2024.02.02).
- [출원]여닫이식 출입문. 출원번호: 1020220153566 (2022.11.16).
- [출원]여닫이식 출입문용 경첩. 출원번호: 1020210175623 (2021.12.09).
- [출원]거푸집용 플랫타이. 출원번호: 1020200062920 (2020.05.26).

## 인터뷰
- (특별편) 건축 인터뷰 후 5년 (한국전력 건축사). '건축, 전공하면 뭐하고 살지?' 페이스북 페이지. 2021년 5월 17일.
- 이 주의 건축인을 소개합니다 (한국전력 건축사). '건축, 전공하면 뭐하고 살지?' 페이스북 페이지. 2017년 2월 27일.
- 캐드앤그래픽스 피플 전문 필진들을 만나다. 캐드앤그래픽스. 2013년 12월 3일.
- AutoCAD와 함께 열어가는 끝없는 도전의 길, 파워유저 3기 양승규. 캐드앤그래픽스. 2013년 2월 17일.
- [파워유저]양승규 버츄얼빌더스 상품개발팀 과장. 캐드앤그래픽스. 2012년 3월 2일

## 강의
- 직장인 퍼스널 브랜딩. KEPCO HRD 미래혁신 컨퍼런스(한국전력공사 인재개발원). 2024년 11월 1일.
- 나는 π가 되어가고 있는가. Autodesk 한국어 Community 2nd Meet Up(Autodesk). 2024년 6월 26일.
- 직장인의 퍼스널 브랜딩. KEPCO 신입사원입문과정(한국전력공사 인재개발원). 2023년 5월 17일.
- 건축 관련 법령. 송변전 운영 포럼(한국전력공사 송변전운영처). 2022년 11월 16일.
- 경력개발 간담회. Junior MBA(한국전력공사 인사혁신처). 2022년 10월 28일.
- 자신만의 프로필을 활용한 퍼스널 브랜딩. 인재로 바뀌는 시간 10분(한국전력공사 인재개발원). 2018년 12월 13일.
- 건축 특강. 소년부 등불학교(열린교회). 2017년 11월.
- 아니! AutoCAD에도 이런 기능이? – AutoCAD Tips & Tricks. Autodesk University Korea 2017(Autodesk). 2017년 9월 27일.
- AutoCAD Tips and Tricks. AutoCAD 2014 Hands-on Day(소프트뱅크커머스). 2013년 6월 26일.
- Lynn Allen과 함께하는 AutoCAD Power User와의 대화. AutoCAD Show 2012 with Lynn Allen(Autodesk). 2012년 5월 10일.

## 저널
- 양승규 (2025년 5월). “AI 기반 기능 및 성능이 향상된 오토캐드 2026”. 《캐드앤그래픽스》 (이엔지미디어): 71-77.
- 양승규 (2024년 12월). “효율과 생산성을 높이기 위한 파일 관리 팁”. 《캐드앤그래픽스》 (이엔지미디어): 132-135.
- 양승규 (2024년 7월). “GPT 시대의 슬기로운 AI 생활을 위해”. 《캐드앤그래픽스》 (이엔지미디어): 86-91.
- 양승규 (2024년 4월). “도둑맞은 집중력: 집중력 위기의 시대, 삶의 주도권을 되찾는 법”. 《建築》 (대한건축학회). 68(4): 54-55. ISSN 1225-1666.
- 양승규 (2024년 3월). “오토데스크 한국어 커뮤니티의 첫 번째 오프라인 행사”. 《캐드앤그래픽스》 (이엔지미디어): 108-111.
- 양승규 (2024년 1월). “KEPCO 일잘러를 위한 북 토크 시간 “당신의 집중력은 안전한가요?””. 《KEPCO》 (한국전력공사) 607: 36-39.
- 양승규 (2024년 1월). “오토데스크 한국어 커뮤니티의 시작”. 《캐드앤그래픽스》 (이엔지미디어): 67-71.
- 양승규 (2023년 2월). “생각을 빼앗긴 세계: 거대 테크 기업들은 어떻게 우리의 생각을 조종하는가”. 《建築》 (대한건축학회). 67(2): 60-61. ISSN 1225-1666.
- 양승규 (2022년 1월). “빅데이터 시대를 살아가는 이들에게 추천하는 책”. 《KEPCO》 (한국전력공사) 583: 48-49.
- 양승규 (2018년 4월). “한국건설관리학회 신진연구자 소개”. 《건설관리》 (한국건설관리학회) 19: 78.
- 양승규 (2017년 5월). “AutoCAD 2018의 새로운 기능을 알아보자”. 《캐드앤그래픽스》 (이엔지미디어): 60-69.
- 양승규 (2015년 6월). “다양한 기능 추가 및 속도 향상된 2D CAD / AutoCAD 2016”. 《캐드앤그래픽스》 (이엔지미디어): 103-107.
- 양승규 (2014년 6월). “BIM 관련 지침 및 병원 건축 RFP 검토 - ABIMO Checker를 이용한 BIM 품질 검토”. 《캐드앤그래픽스》 (이엔지미디어): 150-151.
- 양승규 (2014년 5월). “Model Checker를 이용한 BIM 품질 검토” (PDF). 《The BIM》 (빌딩스마트협회) 11: 8-9.
- 이대진, 양승규 (2013년 12월). “글로벌 건설IT 산업생태계 조성을 위한 개방형 BIM 통합 솔루션 개발사례” (PDF). 《The BIM》 (빌딩스마트협회) 10: 34-36.
- 이대진, 양승규 (2013년 11월). “버츄얼빌더스 컨소시엄의 국내 최초 IME BIM 소프트웨어, abimo”. 《캐드앤그래픽스》 (이엔지미디어): 42-47.
- 양승규 (2013년 5월). “오토캐드의 새로운 버전 소개 - AutoCAD 2014의 새로운 기능”. 《캐드앤그래픽스》 (이엔지미디어): 122-127.
- 양승규 (2013년 1월). “AutoCAD 관련 자격 정보와 취득 노하우”. 《캐드앤그래픽스》 (이엔지미디어): 142-147.
- 양승규 (2012년 11월). “행동쟁이와 함께하는 CAAD(8) - Site Terrain 모델링”. 《캐드앤그래픽스》 (이엔지미디어): 132-136.
- 양승규 (2012년 7월). “AutoCAD 제품 이미지 속의 건축물 이야기”. 《캐드앤그래픽스》 (이엔지미디어): 132-136.
- 양승규 (2012년 3월). “Power User의 팁&테크닉-오토캐드 사용자를 위한 팁 공개”. 《캐드앤그래픽스》 (이엔지미디어): 170-172.
- 양승규 (2011년 12월). “오토데스크, Autodesk University 2011 참가 후기”. 《캐드앤그래픽스》 (이엔지미디어): 84-88.
- 양승규 (2011년 9월). “행동쟁이 양군과 함께하는 CAAD (7)-UPIS 살펴보기”. 《캐드앤그래픽스》 (이엔지미디어): 102-104.
- 양승규 (2011년 6월). “유비쿼터스 오피스의 시작, 오토캐드 모바일 솔루션(2)-AutoCAD WS 활용편”. 《캐드앤그래픽스》 (이엔지미디어): 120-124.
- 양승규 (2011년 4월). “유비쿼터스 오피스의 시작, 오토캐드 모바일 솔루션(1)-AutoCAD WS의 소개”. 《캐드앤그래픽스》 (이엔지미디어): 120-123.
- 양승규 (2011년 2월). “행동쟁이 양군과 함께하는 CAAD(5)-SketchUp_등고선 대지 모델링”. 《캐드앤그래픽스》 (이엔지미디어): 162-165.
- 양승규 (2010년 12월). “행동쟁이 양군과 함께하는 CAAD(4)-Pepakura Designer - 손쉬운 전개도 만들기”. 《캐드앤그래픽스》 (이엔지미디어): 130-133.
- 양승규 (2010년 11월). “행동쟁이 양군과 함께하는 CAAD(3)-AutoCAD 이렇게 활용하자(2) - 전개도 산출”. 《캐드앤그래픽스》 (이엔지미디어): 134-137.
- 양승규 (2010년 10월). “행동쟁이 양군과 함께하는 CAAD(2)-AutoCAD 이렇게 활용하자(1) - MASS 디자인”. 《캐드앤그래픽스》 (이엔지미디어): 118-123.
- 양승규 (2010년 8월). “행동쟁이 양군과 함께 하는 CAAD(1)-AutoCAD 시스템 변수에 관하여”. 《캐드앤그래픽스》 (이엔지미디어): 116-119.
- 양승규 (2010년 6월). “[이 사람이 살아가는 이야기] 서른 즈음에”. 《캐드앤그래픽스》 (이엔지미디어): 58-60.
- 양승규, 전정걸 (2005년 5월). “김유정 문학촌”. 《SPACE》 (공간) 450: 42.